# Eddy Lejeune
Eddy Lejeune  (Verviers, 4 april 1961) is een Belgisch voormalig trialrijder. Hij werd wereldkampioen in 1982, 1983 en 1984. Tevens won hij zeven maal het Belgisch kampioenschap.

## Biografie
Hij werd geboren in Verviers en volgde in de voetsporen van zijn oudere broer Jean Marie Lejeune die in 1974, 1977 en 1978 Belgisch kampioen was. Hij begon als schooljongen op een Honda en na indruk gemaakt te hebben bij de junioren werd hij gecontracteerd door de Honda fabriek in 1979, nog maar 16 jaar oud.
In 1980 won Lejeune zijn eerste Belgische titel en werd vierde in de eindstand van het wereldkampioenschap. In dat jaar won hij zijn eerste wedstrijd op wereldniveau in zijn geboorteland. Ook in 1981 veroverde hij de Belgische titel en was opnieuw vierde in het eindklassement van het wereldkampioenschap.  In 1982 won hij de felbegeerde wereldtitel, na negen zeges en twee lagere podiumplaatsen. Ook werd hij opnieuw Belgisch kampioen. Hij verdedigde met succes zijn titels voor Honda in 1983 en 1984. 1985 was een zware strijd voor de titel tussen Lejeune en Fantic-fabrieksrijder Thierry Michaud. Lejeune won de wedstrijden in België en Oostenrijk en had lagere podiumplaatsen op acht van de tien andere wedstrijden, maar klasseerde uiteindelijk als tweede achter Michaud. Ook in 1987 moest de eindoverwinning zwaar worden bevochten niet alleen tussen Lejeune en Michaud, maar ook met Honda teamgenoot Steve Saunders. Bijna alle podiumplaatsen gedurende dat seizoen gingen naar deze drie, en de laatste wedstrijd in Finland moest uiteindelijk de beslissing brengen. Lejeune had een moeilijke dag, en eindigde in Finland als dertiende, zijn rivalen Michaud en Saunders behaalden de eerste respectievelijk derde plaats, en zij werden dan ook eerste en tweede in het eindklassement. 1987 was teleurstellend voor Lejeune, en omdat hij onder zijn niveau presteerde besloot Honda om zijn contract niet te verlengen. 
Ignacio Bulto, zoon van Bultaco-oprichter Paco Bulto zocht op dat moment voor zijn nieuwe Merlin trialmotorlijk een bekend gezicht, en contracteerde Lejeune voor het seizoen 1988. Lejeune eindigde op een keurige zesde plaats in de eindstand, met podiumplaatsen in Luxemburg en België, maar helaas stopte Merlin aan het einde van dat seizoen. Lejeune werd vervolgend gecontracteerd door Montesa voor de seizoenen 1989 en 1990, en aan het einde van dat laatste seizoen trok hij zich terug uit de topsport.
In 1998 was Lejeune betrokken in een zwaar verkeersongeval, waarvan hij nog steeds gevolgen ondervindt.
De drie Lejeune broers Eddy, Jean Marie en Eric reden samen in de 2011 versie van de Scottish Six Days Trial.

## WK resultaten
| Jaar | Merk    | 1      | 2      | 3     | 4      | 5      | 6     | 7      | 8     | 9      | 10     | 11     | 12     |  | Punten | Klassering |
| ---- | ------- | ------ | ------ | ----- | ------ | ------ | ----- | ------ | ----- | ------ | ------ | ------ | ------ |  | ------ | ---------- |
| 1979 | Honda   | IRL -  | GBR -  | BEL - | NED -  | SPA -  | FRA - | CAN 10 | USA 9 | ITA -  | SWE 6  | FIN -  | CZE 7  |  | 12     | 15e        |
| 1980 | Honda   | IRL -  | GBR 10 | BEL 1 | SPA 8  | AUT 1  | FRA 4 | SUI 1  | GER 6 | ITA 7  | FIN 7  | SWE 3  | CZE 5  |  | 86     | 4e         |
| 1981 | Honda   | SPA 2  | BEL 1  | IRL 1 | GBR 6  | FRA 6  | ITA 4 | AUT -  | USA 6 | FIN 7  | SWE 6  | CZE 6  | GER 5  |  | 85     | 4e         |
| 1982 | Honda   | SPA 1  | BEL 1  | GBR 2 | ITA 1  | FRA 2  | GER 1 | AUT 1  | CAN 3 | USA 1  | FIN 1  | SWE 1  | POL 4  |  | 162    | 1e         |
| 1983 | Honda   | SPA 4  | BEL 1  | GBR 1 | IRL 1  | USA 3  | FRA 5 | AUT 1  | ITA 1 | SUI 1  | FIN 1  | SWE 2  | GER 1  |  | 156    | 1e         |
| 1984 | Honda   | SPA 2  | BEL 1  | GBR 4 | IRL 1  | FRA 1  | GER 3 | USA 2  | CAN 1 | AUT 3  | ITA 1  | FIN 1  | SWE 2  |  | 214    | 1e         |
| 1985 | Honda   | SPA 3  | BEL 1  | GBR 2 | IRL 2  | FRA 6  | USA 3 | AUT 1  | POL 2 | FIN 2  | SWE 2  | SUI 2  | GER 4  |  | 195    | 2e         |
| 1986 | Honda   | BEL 1  | GBR 6  | IRL 2 | SPA 1  | FRA 4  | USA 3 | CAN 1  | GER 3 | AUT 2  | ITA 1  | SWE 4  | FIN 13 |  | 183    | 3e         |
| 1987 | Honda   | SPA -  | BEL 6  | SWE 4 | IRL 3  | GER -  | FRA - | USA -  | AUT 8 | ITA 12 | CZE 8  | SUI 6  | SWE 4  |  | 81     | 9e         |
| 1988 | Merlin  | SPA 10 | GBR 6  | IRL 9 | LUX 3  | GBR 7  | AUT - | FRA 5  | BEL 2 | ITA 7  | SWE 12 | FIN 6  | POL 6  |  | 108    | 6e         |
| 1989 | Montesa | GBR 10 | IRL 12 | ITA 7 | USA 11 | CAN 10 | FRA 9 | SUI -  | SPA - | AUT 15 | CZE 10 | GER 14 | LUX 5  |  | 57     | 10e        |
| 1990 | Montesa | IRL -  | GBR -  | USA - | CAN -  | BEL 12 | GER - | SWE -  | FIN - | SPA -  | ITA -  | POL -  | SUI -  |  | 4      | 25e        |

## Titels
- Belgisch kampioen 1980, 1981, 1982, 1983, 1984, 1985, 1986
- Wereldkampioen 1982, 1983, 1984